# Sahara Reporters
Sahara Reporters est un site d'information nigérian basé à New York.

## Principe et historique
Sahara Reporters a pour principe d'utiliser les informations transmises par les citoyens, notamment sur des sujets sensible comme la corruption, de les vérifier et de les publier. 
Du fait de ce mécanisme le site a été cité comme la Wikileaks d'Afrique. 
Le site, lancé en 2006, est basé à New York pour des raisons de sécurité,.